# 阿馬郡
阿馬郡（County Armagh；愛爾蘭語：Contae Ard Mhacha），是北愛爾蘭阿爾斯特省的一個郡，位於北愛爾蘭南部。因土地適宜種植蘋果，故有the Orchard County之稱。面積1,254 km²，郡治阿馬。1973年以後曾被解散，由區所取代。